# 카포네 벳지
카포네 갱 벳지(Capone Bege, カポネ・ベッジ)는 일본 만화 및 애니메이션 원피스의 등장 인물이다.

## 외모
1. 머리에 갱의 검은 모자를 쓰고 있다.
2. 길쭉한 코.
3. 검은 줄무늬 옷을 입고 있다.
4. 손가락 모두에 보석이 달려있는 반지를 끼고 있다.

## 소개
성우 : 타츠카 나오키 / 故 김일 / 김민주
파이어탱크 해적단의 선장이며, 과거에는 '서쪽의 5대 패밀리'의 보스 중에 한 명이다. '갱'이란 호칭은 젊을 때 5대 패밀리로 활동 중, '총알탄'이란 별칭으로 이름을 날리던 시절에 생물의 머리를 자르고 남은 신체가 바둥거리는 것을 보고는 좋아하여 붙여진 별명이다. 웨스트블루 출신으로 현재 현상금은 3억  5000만 베리(2년전 1억 3800만 베리 → 2년후 3억 베리 → 3억 5000만 베리.). 마피아와 같은 분위기를 풍기며 항상 입에 시가를 물고 있는 단신의 남자. 파이어탱크 해적단의 선원 전체는 모두 갱과 같은 분위기로, 벳지를 '파더'라고 부른다. 자신의 의견을 끝까지 밀고 나가며, 이견을 제시하는 자는 부하라 해도 용서치 않는 모습을 보인다. 인간이나 물건을 축소화해서 신체 내부에 넣을 수 있는 성성 열매 능력자인 성 인간으로, 마치 1인 요새와 같은 힘을 발휘할 수 있다. 벳지의 몸을 빠져나간 물체는 벳지에게서 일정거리 이상 떨어지면 원래 크기로 돌아온다. 11인의 루키 초신성중 한 명이지만, 2년후 현재 사황 중 한 명인 빅 맘의 목을 취할 생각으로 빅 맘의 산하 해적단에 들어갔으며, 또한, 빅 맘 산하 해적단에 들어간 동시에 샬롯 가의 22녀인 샬롯 시폰과는 결혼을 한 상태이다. 현재는 자신의 아내의 쌍둥이 동생인 로라를 찾으려 여행 중이다.

## 행적
그리하여, 루피와 상디, 징베와 함께 빅 맘을 자신의 아지트에서 연합군을 만들어 같이 빅 맘을 공격하려는 순간, 빅 맘이 고함을 지르는 동시에 패왕색 패기를 발동시키고 만다. 그리하여 시저가 들고 있는 거울로 다시 들어가려는 순간 빅 맘이 발동한 패왕색 패기에 의해 거울이 깨지면서 작전에 실패한다. 이후, 시저에게 다시 심장을 돌려주고는 자신은 그 곳을 떠난다. 능력은 성성열매이며 현상금은 2년후 현재 3억 베리.(1억 3800만 베리 → 3억 베리)
2년후 현재는 사황 중 한 명인 빅 맘(샬롯 링링)이 이끄는 빅 맘 해적단 산하 해적단으로 들어간 걸로 밝혀졌다. 이유는 빅 맘의 목을 취할 생각으로다 빅 맘이 이끄는 빅 맘 산하 해적단으로 들어간것이다. 상디일행이 모코모 공국의 참사를 수습하는 사이 페콤즈와 함께 조에 도착하고, 자신의 고향을 구해줘서 고마워하는 페콤즈를 깔보면서 뒤에서 그를 총으로 쏴버리고 상디와 시저를 데리고 빅 맘에게 돌아간다. 이후, 파이어탱크 아지트에서 몽키 D. 루피를 기다리고 있었으며, 자신의 아지트에 온 몽키 D. 루피, 징베, 시저랑 같이 연합군을 만든다. 하지만, 빅 맘이 패왕색 패기를 하면서 작전에 실패하자 '빅 파더'라는 거대한 성으로 변한 후에 루피를 포함한 모든 사람들을 자신의 성 안으로 대피시키지만, 자신을 배신한 걸 알게 된 빅 맘이 주먹으로 빅 파더를 마구 공격에 의해 엄청 고통스러워 했다. 이후, 시저에게 다시 심장을 되돌려 주는 동시에 자신의 다리를 탱크로 만든 후에 갈 길을 간다. 노스트라 카스텔로 호 라는 거대한 해적선을 갖고 있다. 나중에는 자신의 아내인 시폰을 납치하여 배를 타고 도망치려는 오븐의 얼굴을 총으로 정확히 명중시킨다. 이후에는 푸딩과과 시폰이 만든 케이크를 자신의 배인 노스트라 카스텔라 호에 실고는 케이크에 굶주린 빅 맘을 계속 유인했다. 현재는 시폰의 동생인 로라를 찾으려 여행 중이다.
1. ↑  토트랜드 이후, 포스터 966화